# Cäsar Ahrens
Cäsar Ahrens (* 14. Juli 1868 in Hamburg; † 5. Juli 1934 ebenda) war ein deutscher Chemiker.

## Leben
Ahrens studierte von 1886 bis 1889 an den Universitäten Tübingen, wo er 1887 Mitglied des Corps Suevia wurde, und Göttingen Chemie, wo er 1891 mit der Arbeit Über einige Derivate des Meta-Xylols zum Dr. phil. promoviert wurde. 1893 war er als wissenschaftlicher Mitarbeiter von Max Dennstedt am chemischen Staatslaboratorium in Hamburg tätig und ab 1896 beeideter Handelschemiker in der Firma von Dr. Gilberts öffentlichem chemischen Labor in Hamburg, deren Teilhaber er auch war. Er verfasste zahlreiche Publikationen über unterschiedlichste analytische Fragestellungen.

## Veröffentlichungen
- mit Max Dennstedt: Über das Hamburger Leuchtgas, in: Jahrbuch der Hamburgischen Wissenschaftlichen Anstalten 11, 1893
- mit Paul Hett: Perchloratbest. im Chilesalpeter. in: Angewandte Chemie 13, 1900, S. 419.
- Marokkanische Olivenöle. in: Zeitschrift für öffentliche Chemie 9, 1903, S. 284–286.
- Best. von Kolophonium in Schellack. in: Zeitschrift für öffentliche Chemie 14, 1908, S. 463–468.
- Styrax liquidus. in: Zeitschrift für öffentliche Chemie 18, 1912, S. 267–272.
- Best. der säureunlöslichen Bestandteile in Rohphosphaten. in: Superphosphate 5, 1932, S. 136–140.
- Prüfung des Santonins. in: Apotheker-Zeitung, Nr. 48, 1933, S. 980–981.